# Grčarevec
Grčarevec este o localitate din comuna Logatec, Slovenia, cu o populație de 143 de locuitori.